# Vice-président de la Commission européenne

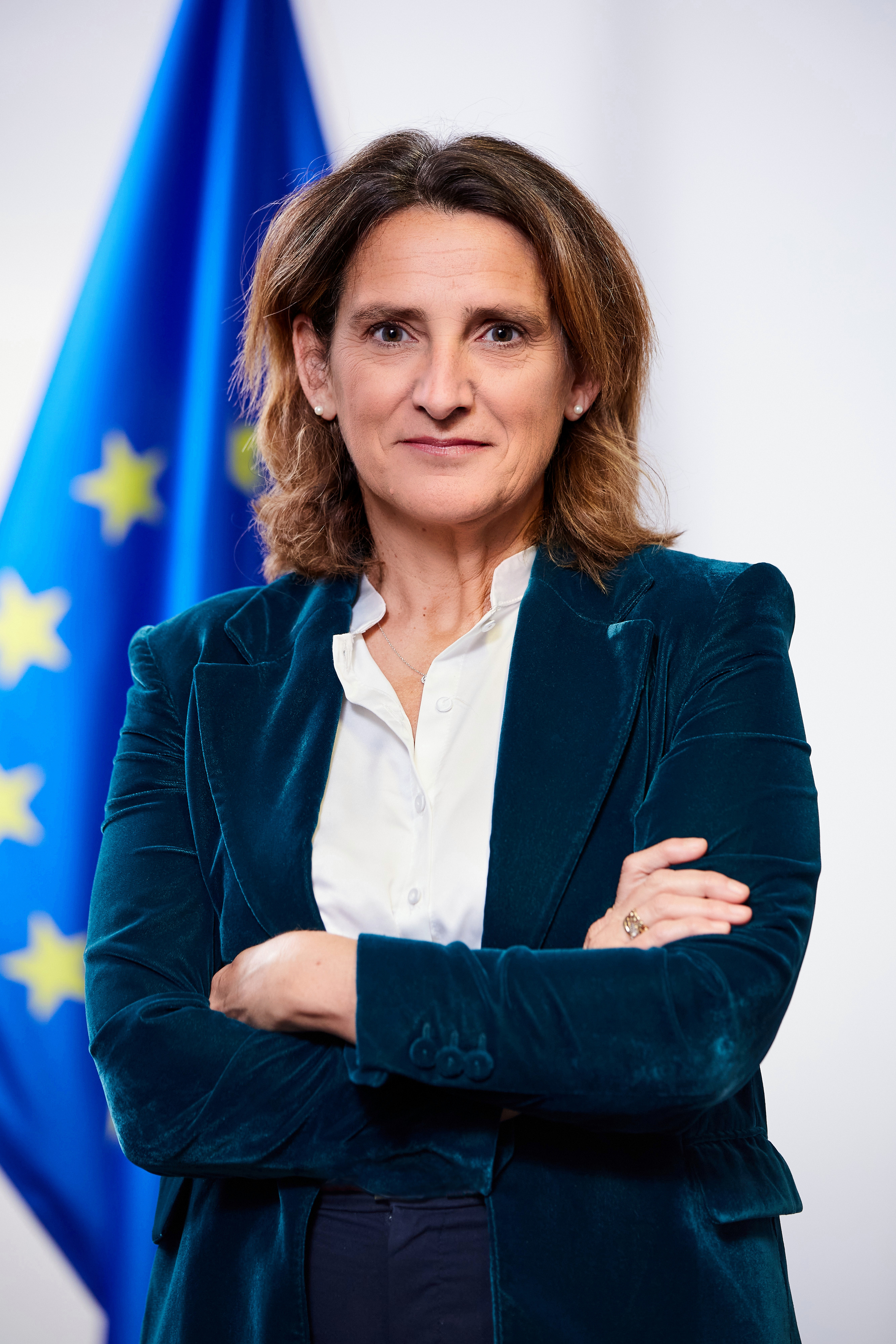
Teresa Ribera, Première vice-présidente exécutive de la Commission depuis le 1er décembre 2024

Le vice-président de la Commission européenne est un poste de la Commission européenne souvent occupé par plusieurs personnes, chaque commissaire vice-président étant hiérarchisé.
La première vice-présidente actuelle est l'espagnole Teresa Ribera depuis le 1er novembre 2024.

## Liste
- Les Premiers vice-présidents[C'est-à-dire ?] sont en italiques
- Les vice-présidents exécutifs[C'est-à-dire ?] sont en gras

| Commission                                                     | Vice-président(s)                           | État membre          |  | Parti      |
| -------------------------------------------------------------- | ------------------------------------------- | -------------------- |  | ---------- |
| Walter Hallstein I (7 janvier 1958 — 9 janvier 1962)           | Sicco Mansholt                              | Pays-Bas             |  | PvdA       |
| Walter Hallstein I (7 janvier 1958 — 9 janvier 1962)           | Robert Marjolin                             | France               |  | SFIO       |
| Walter Hallstein I (7 janvier 1958 — 9 janvier 1962)           | Piero Malvestiti Jusqu'au 15 novembre 1959  | Italie               |  | DC         |
| Walter Hallstein I (7 janvier 1958 — 9 janvier 1962)           | Giuseppe Caron À partir du 24 novembre 1959 | Italie               |  | DC         |
| Walter Hallstein II (8 janvier 1962 — 6 juillet 1967)          | Sicco Mansholt                              | Pays-Bas             |  | PvdA       |
| Walter Hallstein II (8 janvier 1962 — 6 juillet 1967)          | Robert Marjolin                             | France               |  | SFIO       |
| Walter Hallstein II (8 janvier 1962 — 6 juillet 1967)          | Giuseppe Caron Jusqu’au 15 avril 1963       | Italie               |  | DC         |
| Jean Rey (7 juillet 1967 — 30 juin 1970)                       | Sicco Mansholt                              | Pays-Bas             |  | PvdA       |
| Jean Rey (7 juillet 1967 — 30 juin 1970)                       | Lionello Levi Sandri                        | Italie               |  | PSI        |
| Jean Rey (7 juillet 1967 — 30 juin 1970)                       | Fritz Hellwig                               | Allemagne de l'Ouest |  | CDU        |
| Jean Rey (7 juillet 1967 — 30 juin 1970)                       | Raymond Barre                               | France               |  | Sans parti |
| Franco Maria Malfatti (1er juillet 1970 — 21 mars 1972)        | Sicco Mansholt                              | Pays-Bas             |  | PvdA       |
| Franco Maria Malfatti (1er juillet 1970 — 21 mars 1972)        | Fritz Hellwig                               | Allemagne de l'Ouest |  | SPD        |
| Franco Maria Malfatti (1er juillet 1970 — 21 mars 1972)        | Raymond Barre                               | France               |  | Sans parti |
| Sicco Leendert Mansholt (22 mars 1972 — 5 juin 1973)           | Wilhelm Haferkamp                           | Allemagne de l'Ouest |  | Sans parti |
| François-Xavier Ortoli (6 janvier 1973 — 5 janvier 1977)       | Patrick Hillery                             | Irlande              |  | FF         |
| François-Xavier Ortoli (6 janvier 1973 — 5 janvier 1977)       | Wilhelm Haferkamp                           | Allemagne de l'Ouest |  | SPD        |
| François-Xavier Ortoli (6 janvier 1973 — 5 janvier 1977)       | Henri Simonet                               | Belgique             |  | PSB        |
| François-Xavier Ortoli (6 janvier 1973 — 5 janvier 1977)       | Christopher Soames                          | Royaume-Uni          |  | Tories     |
| François-Xavier Ortoli (6 janvier 1973 — 5 janvier 1977)       | Carlo Scarascia-Mugnozza                    | Italie               |  | Sans parti |
| Roy Jenkins (6 janvier 1977 — 5 janvier 1981)                  | Wilhelm Haferkamp                           | Allemagne de l'Ouest |  | SPD        |
| Roy Jenkins (6 janvier 1977 — 5 janvier 1981)                  | Henk Vredeling                              | Pays-Bas             |  | PvdA       |
| Roy Jenkins (6 janvier 1977 — 5 janvier 1981)                  | Finn Olav Gundelach                         | Danemark             |  | Sans parti |
| Roy Jenkins (6 janvier 1977 — 5 janvier 1981)                  | François-Xavier Ortoli                      | France               |  | RPR        |
| Roy Jenkins (6 janvier 1977 — 5 janvier 1981)                  | Lorenzo Natali                              | Italie               |  | DC         |
| Gaston Thorn (6 janvier 1981 — 5 janvier 1985)                 | Christopher Tugendhat                       | Royaume-Uni          |  | Tories     |
| Gaston Thorn (6 janvier 1981 — 5 janvier 1985)                 | François-Xavier Ortoli                      | France               |  | RPR        |
| Jacques Delors I (6 janvier 1985 — 5 janvier 1989)             | Frans Andriessen                            | Pays-Bas             |  | CDA        |
| Jacques Delors I (6 janvier 1985 — 5 janvier 1989)             | Henning Christophersen                      | Danemark             |  | V          |
| Jacques Delors I (6 janvier 1985 — 5 janvier 1989)             | Francis Cockfield                           | Royaume-Uni          |  | Tories     |
| Jacques Delors I (6 janvier 1985 — 5 janvier 1989)             | Karl-Heinz Narjes                           | Allemagne de l'Ouest |  | CDU        |
| Jacques Delors I (6 janvier 1985 — 5 janvier 1989)             | Lorenzo Natali                              | Italie               |  | DC         |
| Jacques Delors I (6 janvier 1985 — 5 janvier 1989)             | Manuel Marín À partir du 5 janvier 1986     | Espagne              |  | PSOE       |
| Jacques Delors II (6 janvier 1989 — 31 décembre 1992)          | Frans Andriessen                            | Pays-Bas             |  | CDA        |
| Jacques Delors II (6 janvier 1989 — 31 décembre 1992)          | Martin Bangemann                            | Allemagne            |  | FDP        |
| Jacques Delors II (6 janvier 1989 — 31 décembre 1992)          | Leon Brittan                                | Royaume-Uni          |  | Tories     |
| Jacques Delors II (6 janvier 1989 — 31 décembre 1992)          | Henning Christophersen                      | Danemark             |  | V          |
| Jacques Delors II (6 janvier 1989 — 31 décembre 1992)          | Manuel Marín                                | Espagne              |  | PSOE       |
| Jacques Delors II (6 janvier 1989 — 31 décembre 1992)          | Lorenzo Natali                              | Italie               |  | DC         |
| Jacques Delors III (1er janvier 1993 — 22 janvier 1995)        | Martin Bangemann                            | Allemagne            |  | FDP        |
| Jacques Delors III (1er janvier 1993 — 22 janvier 1995)        | Leon Brittan                                | Royaume-Uni          |  | Tories     |
| Jacques Delors III (1er janvier 1993 — 22 janvier 1995)        | Henning Christophersen                      | Danemark             |  | V          |
| Jacques Delors III (1er janvier 1993 — 22 janvier 1995)        | Manuel Marín                                | Espagne              |  | PSOE       |
| Jacques Delors III (1er janvier 1993 — 22 janvier 1995)        | Karel Van Miert                             | Belgique             |  | SP         |
| Jacques Delors III (1er janvier 1993 — 22 janvier 1995)        | Antonio Ruberti                             | Italie               |  | PSI        |
| Jacques Santer (23 janvier 1995 — 15 mars 1999)                | Leon Brittan                                | Royaume-Uni          |  | Tories     |
| Jacques Santer (23 janvier 1995 — 15 mars 1999)                | Manuel Marín                                | Espagne              |  | PSOE       |
| Manuel Marín (16 mars 1999 — 15 septembre 1999)                | Leon Brittan                                | Royaume-Uni          |  | Tories     |
| Romano Prodi (16 septembre 1999 — 21 novembre 2004)            | Neil Kinnock                                | Royaume-Uni          |  | Lab        |
| Romano Prodi (16 septembre 1999 — 21 novembre 2004)            | Loyola de Palacio                           | Espagne              |  | PP         |
| José Manuel Barroso I (22 novembre 2004 — 9 février 2010)      | Margot Wallström                            | Suède                |  | SAP        |
| José Manuel Barroso I (22 novembre 2004 — 9 février 2010)      | Günter Verheugen                            | Allemagne            |  | SPD        |
| José Manuel Barroso I (22 novembre 2004 — 9 février 2010)      | Jacques Barrot                              | France               |  | UMP        |
| José Manuel Barroso I (22 novembre 2004 — 9 février 2010)      | Siim Kallas                                 | Estonie              |  | ERP        |
| José Manuel Barroso I (22 novembre 2004 — 9 février 2010)      | Franco Frattini Jusqu’au 8 mai 2008         | Italie               |  | SP         |
| José Manuel Barroso I (22 novembre 2004 — 9 février 2010)      | Antonio Tajani À partir du 9 mai 2008       | Italie               |  | SP         |
| José Manuel Barroso II (10 février 2010 — 1er novembre 2014)   | Catherine Ashton                            | Royaume-Uni          |  | Lab        |
| José Manuel Barroso II (10 février 2010 — 1er novembre 2014)   | Viviane Reding                              | Luxembourg           |  | CSV        |
| José Manuel Barroso II (10 février 2010 — 1er novembre 2014)   | Joaquín Almunia                             | Espagne              |  | PSOE       |
| José Manuel Barroso II (10 février 2010 — 1er novembre 2014)   | Siim Kallas                                 | Estonie              |  | ERP        |
| José Manuel Barroso II (10 février 2010 — 1er novembre 2014)   | Neelie Kroes                                | Pays-Bas             |  | VVD        |
| José Manuel Barroso II (10 février 2010 — 1er novembre 2014)   | Antonio Tajani                              | Italie               |  | PdL        |
| José Manuel Barroso II (10 février 2010 — 1er novembre 2014)   | Maroš Šefčovič                              | Slovaquie            |  | SMER-SD    |
| Jean-Claude Juncker (1er novembre 2014 — 30 novembre 2019)     | Frans Timmermans                            | Pays-Bas             |  | PvdA       |
| Jean-Claude Juncker (1er novembre 2014 — 30 novembre 2019)     | Federica Mogherini                          | Italie               |  | PD         |
| Jean-Claude Juncker (1er novembre 2014 — 30 novembre 2019)     | Kristalina Gueorguieva                      | Bulgarie             |  | Sans parti |
| Jean-Claude Juncker (1er novembre 2014 — 30 novembre 2019)     | Andrus Ansip                                | Estonie              |  | ERP        |
| Jean-Claude Juncker (1er novembre 2014 — 30 novembre 2019)     | Maroš Šefčovič                              | Slovaquie            |  | SMER-SD    |
| Jean-Claude Juncker (1er novembre 2014 — 30 novembre 2019)     | Valdis Dombrovskis                          | Lettonie             |  | Unité      |
| Jean-Claude Juncker (1er novembre 2014 — 30 novembre 2019)     | Jyrki Katainen                              | Finlande             |  | Kok        |
| Ursula von der Leyen I ( 1er décembre 2019 — 30 novembre 2024) | Frans Timmermans                            | Pays-Bas             |  | PvdA       |
| Ursula von der Leyen I ( 1er décembre 2019 — 30 novembre 2024) | Valdis Dombrovskis                          | Lettonie             |  | Unité      |
| Ursula von der Leyen I ( 1er décembre 2019 — 30 novembre 2024) | Margrethe Vestager                          | Danemark             |  | RV         |
| Ursula von der Leyen I ( 1er décembre 2019 — 30 novembre 2024) | Josep Borrell                               | Espagne              |  | PSOE       |
| Ursula von der Leyen I ( 1er décembre 2019 — 30 novembre 2024) | Věra Jourová                                | République tchèque   |  | ANO 2011   |
| Ursula von der Leyen I ( 1er décembre 2019 — 30 novembre 2024) | Margarítis Schinás                          | Grèce                |  | ND         |
| Ursula von der Leyen I ( 1er décembre 2019 — 30 novembre 2024) | Maroš Šefčovič                              | Slovaquie            |  | SMER-SD    |
| Ursula von der Leyen I ( 1er décembre 2019 — 30 novembre 2024) | Dubravka Šuica                              | Croatie              |  | HDZ        |
| Ursula von der Leyen II ( 1er décembre 2024 — En fonction)     | Teresa Ribera                               | Espagne              |  | PSOE       |
| Ursula von der Leyen II ( 1er décembre 2024 — En fonction)     | Kaja Kallas                                 | Estonie              |  | ERE        |
| Ursula von der Leyen II ( 1er décembre 2024 — En fonction)     | Henna Virkkunen                             | Finlande             |  | Kok        |
| Ursula von der Leyen II ( 1er décembre 2024 — En fonction)     | Stéphane Séjourné                           | France               |  | RE         |
| Ursula von der Leyen II ( 1er décembre 2024 — En fonction)     | Raffaele Fitto                              | Italie               |  | FdI        |
| Ursula von der Leyen II ( 1er décembre 2024 — En fonction)     | Roxana Mînzatu                              | Roumanie             |  | PSD        |